# ムトゥンジ・ムコントフォ
ムトゥンジ・ムコントフォ (英：Mthunzi Mkhontfo、1994年12月28日 - )はスワジランド出身のサッカー選手。サッカースワジランド代表。ミダス・ムババーネ・シティFC